# Шмидт, Никлас
Никлас Уве Шмидт (нем. Niklas Uwe Schmidt; 1 апреля 1998 года, Кассель) — немецкий футболист, полузащитник клуба «Тулуза».

## Клубная карьера
В 2012 году Шмидт перебрался в академию «Вердера». Выступал за молодёжную команду, окончил академию в 2016 году. Стал играть за вторую команду, выступающую в третьей бундеслиге. Дебютировал за неё 31 июля 2016 года в поединке против «Шпортфройнде», выйдя в стартовом составе и проведя на поле весь матч.
В сентябре был призван в основную команду. 24 сентября дебютировал в Бундеслиге в поединке против «Вольфсбурга», выйдя на замену на 76-й минуте вместо Клеменса Фрица и отдав голевую передачу в добавленное время, с которой Тео Гебре Селассие забил победный гол.

## Карьера в сборной
Играл за юношеские сборные Германии всех возрастов. Серебряный призёр чемпионата Европы по футболу среди юношей до 17 лет. Провёл на турнире пять встреч. Участник чемпионата мира среди юношей, где провёл на турнире 3 встречи, вылетев вместе со сборной на стадии 1/8 от сверстников из Хорватии.

## Достижения
Международные
- Серебряный призёр чемпионата Европы по футболу среди юношей до 17 лет (1): 2015